# Biłgoraj (województwo łódzkie)
Biłgoraj – osada w Polsce położona w województwie łódzkim, w powiecie bełchatowskim, w gminie Bełchatów
Przed zmianą granicy gminy Kleszczów Biłgoraj był w gminie Kleszczów, wchodziła w skład sołectwa Rogowiec.
Przed 1 stycznia 2022 roku teren całego obrębu geodezyjnego Wola Grzymalina, na terenie którego leży osada Biłgoraj, należał do gminy Kleszczów.
W latach 1975–1998 miejscowość należała administracyjnie do województwa piotrkowskiego.